# Gaming (Oostenrijk)
Gaming is een gemeente in de Oostenrijkse deelstaat Neder-Oostenrijk, gelegen in het district Scheibbs (SB). De gemeente heeft ongeveer 3800 inwoners.

## Geografie
Gaming heeft een oppervlakte van 244,07 km². Het ligt in het centrum van het land, ten westen van de hoofdstad Wenen en ten zuidwesten van de deelstaathoofdstad Sankt Pölten.

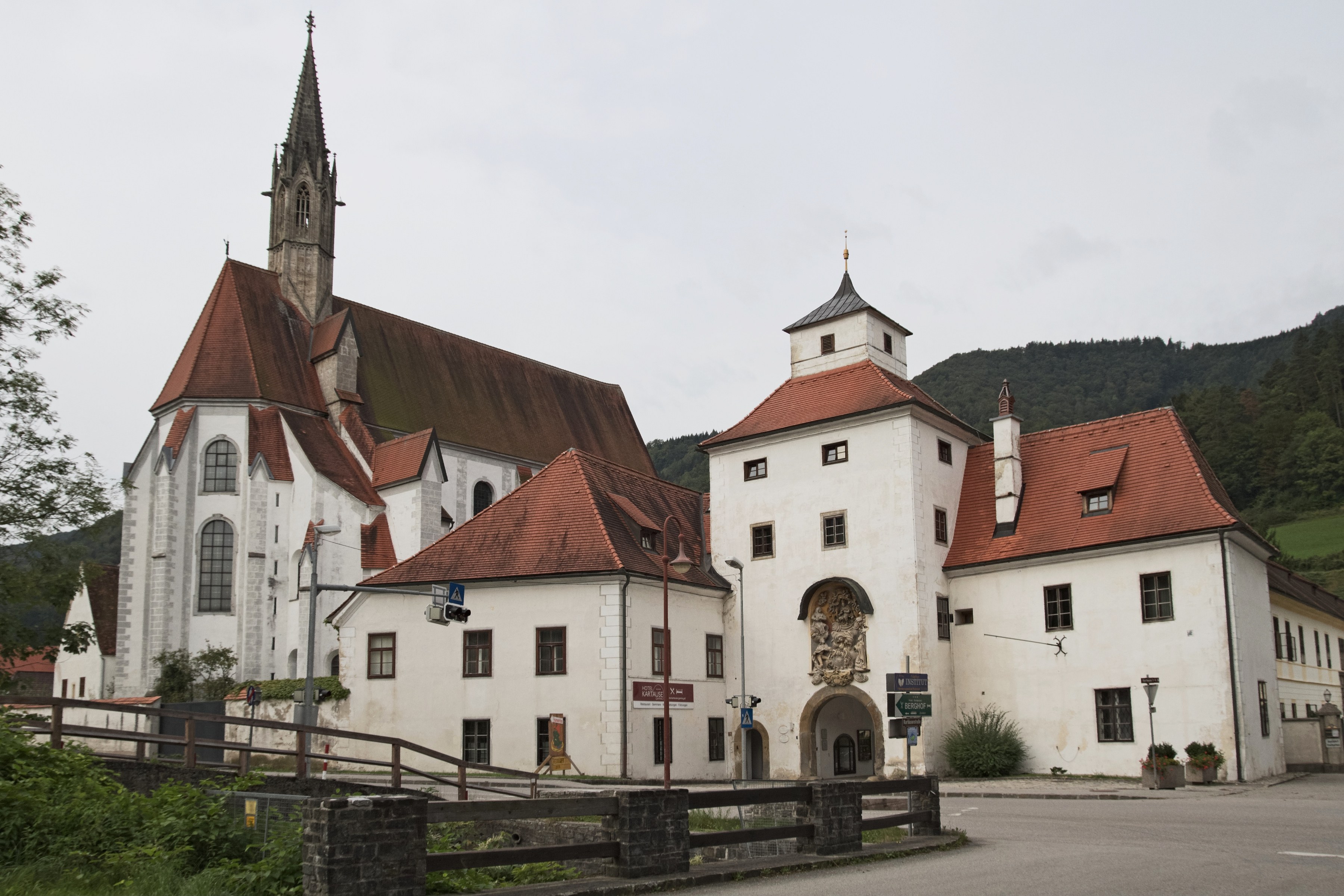
Straataanzicht

Gaming · Göstling an der Ybbs · Gresten · Gresten-Land · Lunz am See · Oberndorf an der Melk · Puchenstuben · Purgstall an der Erlauf · Randegg · Reinsberg · Scheibbs · Sankt Anton an der Jeßnitz · Sankt Georgen an der Leys · Steinakirchen am Forst · Wang · Wieselburg · Wieselburg-Land · Wolfpassing
- Bibliothèque nationale de France: cb12515265v (data)
- Gemeinsame Normdatei: 4019199-0
- Nationale Bibliotheek van Tsjechië: ge1106948
- Virtual International Authority File: 150763138